# Barleux
Barleux település Franciaországban, Somme megyében. Lakosainak száma 229 fő (2022. január 1.). Barleux Biaches, Assevillers, Belloy-en-Santerre, Éterpigny, Flaucourt, Péronne és Villers-Carbonnel községekkel határos.

## Népesség
A település népességének változása:
| Lakosok száma | 239  | 232  | 234  | 230  | 233  | 236  | 232  | 230  | 229  |
|               | 2013 | 2015 | 2016 | 2017 | 2018 | 2019 | 2020 | 2021 | 2022 |